# Innerspeaker
 (novembre 2020).
Si vous disposez d'ouvrages ou d'articles de référence ou si vous connaissez des sites web de qualité traitant du thème abordé ici, merci de compléter l'article en donnant les références utiles à sa vérifiabilité et en les liant à la section « Notes et références ».
Albums de Tame Impala
Tame Impala EP
(2008) Lonerism
(2012)
Singles
1. Solitude Is Bliss
Sortie : 1er avril 2010
2. Lucidity
Sortie : juillet 2010
3. Expectation
Sortie : 3 décembre 2010
4. Why Won't You Make Up Your Mind?
Sortie : 30 janvier 2011

Innerspeaker est le premier album de Tame Impala sorti le 21 mai 2010 en France. Il fait suite à l'EP Tame Impala sorti en 2008.

## Genèse
En 2008, Tame Impala publie l'EP Tame Impala sur le label Modular Recordings. Desire Be, Desire Go est le seul morceau de l'EP qui figure également sur Innerspeaker, bien qu'il s'agisse de deux versions différentes. Tame Impala rencontre un certain succès commercial puisqu'en 2010, soit deux ans après sa sortie, l'EP s'est vendu à plus de 20 000 exemplaires en Australie. Cet EP est suivi par la sortie du single Sundown Syndrome en juin 2009, toujours chez Modular Recordings. Ces enregistrements sont le fait quasi-exclusif de Kevin Parker qui enregistre et produit seul les morceaux, sans avoir l'idée précise de réaliser un album.

## Liste des titres et versions
| No  | Titre                                        | Durée |
| --- | -------------------------------------------- | ----- |
| 1.  | It Is Not Meant to Be                        | 5:22  |
| 2.  | Desire Be, Desire Go                         | 4:26  |
| 3.  | Alter Ego                                    | 4:47  |
| 4.  | Lucidity                                     | 4:31  |
| 5.  | Why Won't You Make Up Your Mind?             | 3:19  |
| 6.  | Solitude Is Bliss                            | 3:55  |
| 7.  | Jeremy's Storm                               | 5:28  |
| 8.  | Expectation                                  | 6:02  |
| 9.  | The Bold Arrow Of Time                       | 4:24  |
| 10. | Runway, Houses, City, Clouds                 | 7:15  |
| 11. | I Don't Really Mind                          | 3:46  |
| 12. | 30 Mins with Matthew Saville (morceau caché) | 27:19 |

Le morceau caché 30 Mins with Matthew Saville est disponible en insérant le CD dans un lecteur de CD d'ordinateur. Une page web s'ouvre donc, donnant accès au morceau ainsi qu'à l'EP enregistré en public Live at the Corner. 30 Mins with Matthew Saville est une jam session avec le musicien et photographe Matthew Saville à la batterie, Kevin Parker à la guitare et Dominic Simper à la basse.
La version iTunes contient douze pistes, avec l'ajout du morceau Island Walking en septième piste entre Solitude Is Bliss et Jeremy's Storm, et sans le morceau caché.
| 1.  | It Is Not Meant to Be            | 5:22 |
| 2.  | Desire Be, Desire Go             | 4:26 |
| 3.  | Alter Ego                        | 4:47 |
| 4.  | Lucidity                         | 4:31 |
| 5.  | Why Won't You Make Up Your Mind? | 3:19 |
| 6.  | Solitude Is Bliss                | 3:55 |
| 7.  | Island Walking                   | 3:05 |
| 8.  | Jeremy's Storm                   | 5:28 |
| 9.  | Expectation                      | 6:02 |
| 10. | The Bold Arrow of Time           | 4:24 |
| 11. | Runway, Houses, City, Clouds     | 7:15 |
| 12. | I Don't Really Mind              | 3:46 |

Une édition limitée avec un disque bonus de neuf titres, Extraspeaker, est également disponible.
| 1. | Sundown Syndrome                                     | 5:50 |
| 2. | Remember Me (reprise de Blue Boy (en))               | 4:22 |
| 3. | Half Full Glass of Wine                              | 4:27 |
| 4. | Wander                                               | 5:14 |
| 5. | Why Won't You Make Up Your Mind? (Erol Alkan Rework) | 8:14 |
| 6. | Lucidity (Pilooski Remix)                            | 5:30 |
| 7. | Solitude Is Bliss (Mickey Moonlight T.A.M Remix)     | 3:59 |
| 8. | 41 Mojitos (Canyons Poolside Dub)                    | 6:20 |
| 9. | Canyons Sunrise Reprise                              | 7:45 |

## Crédits

### Interprètes
- Kevin Parker : chant et instruments sur toutes les pistes à l'exception des mentions ci-dessous
- Tansie Bennetts : claquements de mains sur Lucidity
- Matthew Saville : batterie sur 30 Mins with Matthew Saville
- Dominic Simper : basse sur The Bold Arrow of Time, Island Walking et 30 Mins with Matthew Saville, guitare additionnelle sur Runway, Houses, City, Clouds, effets sonores additionnels sur Jeremy's Storm
- Jay Watson : batterie sur Solitude Is Bliss, The Bold Arrow of Time et Island Walking, guitare sur l'interlude après The Bold Arrow of Time

### Équipe de production et artistique
- Greg Calbi : matriçage
- Dave Fridmann : mixage
- Tim Holmes : ingénieur du son
- Kevin Parker : production
- Leif Podhajsky : artwork